# Josip Vuković
Josip Vuković (ur. 2 maja 1992 w Splicie) – chorwacki piłkarz występujący na pozycji pomocnika w klubie CS Marítimo.

## Kariera klubowa
Wychowanek klubu Hajduk Split. W 2011 rozpoczął karierę seniorską w NK Dugopolje. Latem 2014 został zawodnikiem rodzimego Hajduka Split. Latem 2015 przeszedł do NK Istra 1961. W 2017 bronił barw RNK Split i NK Vitez. 2 marca 2018 zasilił skład ukraińskiego Olimpiku Donieck. 13 czerwca 2018 jego kontrakt został anulowany za porozumieniem stron. 2 lipca 2018 podpisał kontrakt z CS Marítimo.

## Kariera reprezentacyjna
Występował w reprezentacji Chorwacji U-17 oraz U-19.